# Saison 2012-2013 de l'Image Club d'Épinal
La saison 2012-2013 de l'Image Club d'Épinal est la quarante-troisième de l'histoire du club, cent-sept ans après sa fondation.

Santino Pellegrino est l'entraîneur du club jusqu'à son remplacement par Alexander Stein en cours de saison.

## Avant-saison
L'intersaison suivante est placée sous le signe du renouvellement, les dirigeants voulant réussir une belle saison après une première année décevante d'utilisation de la nouvelle patinoire.

## Statistiques

### Statistiques collectives
| Compétition       | Débute au tour    | Termine        | Matches joués | Victoires | Défaites a.p. | Défaites t.a.b. | Défaites | Buts pour | Buts contre | Différence |
| ----------------- | ----------------- | -------------- | ------------- | --------- | ------------- | --------------- | -------- | --------- | ----------- | ---------- |
| Saison Régulière  | -                 | -              | 26            | 9         | 2             | 1               | 14       | 94        | 106         | -12        |
| Play-offs         | Tour préliminaire | Demi-finales   | 14            | 7         | 1             | 0               | 6        | 49        | 53          | -4         |
| Coupe de France   | 1/16e de finale   | 1/8e de finale | 2             | 1         | 0             | 0               | 1        | 9         | 9           | 0          |
| Coupe de la Ligue | Phase de poules   | 1/4 finale     | 8             | 5         | 0             | 0               | 3        | 28        | 22          | +6         |
| Total             | -                 | -              | 50            | 22        | 3             | 1               | 26       | 180       | 190         | -10        |

## Compétitions

### Pré-saison
Le début de la saison est fixé au 15 août. En raison de travaux à Poissompré, la reprise de l'entraînement sur glace est quant à elle fixée au 20 août.
Le programme des matchs amicaux se veut très chargé pour les Dauphins avec 6 matchs en 8 jours. Malgré l'Eurotournoi de Colmar qui se déroule au même moment et auquel les Spinaliens prennent part, une opposition face à Dunkerque est prévue le 1er septembre afin de compléter le stage national des arbitres ayant lieu cette année là dans la Cité des Images.

### Championnat

#### Saison Régulière

##### Classement et statistiques

###### Classement
| Clt   | Équipe          | PJ | V  | D  | DP | BP  | BC  | Diff | Pts |
| ----- | --------------- | -- | -- | -- | -- | --- | --- | ---- | --- |
| +001, | Angers          | 26 | 21 | 2  | 3  | 101 | 54  | +47  | 45  |
| +002, | Rouen           | 26 | 18 | 7  | 1  | 115 | 75  | +40  | 37  |
| +003, | Briançon        | 26 | 17 | 6  | 3  | 113 | 71  | +42  | 37  |
| +004, | Chamonix        | 26 | 15 | 10 | 1  | 100 | 88  | +12  | 31  |
| +005, | Dijon           | 26 | 15 | 10 | 1  | 107 | 95  | +12  | 31  |
| +006, | Amiens          | 26 | 13 | 9  | 4  | 89  | 77  | +12  | 30  |
| +007, | Morzine-Avoriaz | 26 | 14 | 10 | 2  | 95  | 95  | 0    | 30  |
| +008, | Gap             | 26 | 11 | 9  | 6  | 65  | 79  | -14  | 28  |
| +009, | Grenoble        | 26 | 13 | 12 | 1  | 88  | 76  | +12  | 27  |
| +010, | Villard de Lans | 26 | 12 | 13 | 1  | 83  | 92  | -9   | 25  |
| +011, | Strasbourg      | 26 | 10 | 14 | 2  | 64  | 102 | -38  | 22  |
| +012, | Épinal          | 26 | 9  | 14 | 3  | 94  | 106 | -12  | 21  |
| +013, | Mulhouse        | 26 | 7  | 16 | 3  | 69  | 113 | -44  | 17  |
| +014, | Caen            | 26 | 7  | 18 | 1  | 74  | 134 | -60  | 15  |

- Qualifié pour les quarts de finale
- Qualifié pour le tour préliminaire
- Dispute la poule de maintien

###### Statistiques
| Équipe          | MJ | Supériorité numérique | Supériorité numérique | Supériorité numérique | Supériorité numérique | Inferiorité numérique | Inferiorité numérique | Inferiorité numérique | Inferiorité numérique |
| Équipe          | MJ | BPSUP                 | NB                    | %                     | BCSUP                 | BCINF                 | NB                    | %                     | BPINF                 |
| --------------- | -- | --------------------- | --------------------- | --------------------- | --------------------- | --------------------- | --------------------- | --------------------- | --------------------- |
| Amiens          | 26 | 30                    | 126                   | 23.81                 | 4                     | 19                    | 101                   | 81.19                 | 1                     |
| Angers          | 26 | 30                    | 121                   | 24.79                 | 2                     | 23                    | 134                   | 82.84                 | 2                     |
| Briançon        | 26 | 29                    | 112                   | 25.89                 | 1                     | 20                    | 1245                  | 84.00                 | 1                     |
| Caen            | 26 | 27                    | 132                   | 20.45                 | 2                     | 39                    | 128                   | 69.53                 | 1                     |
| Chamonix        | 26 | 30                    | 146                   | 20.55                 | 1                     | 25                    | 116                   | 78.45                 | 2                     |
| Dijon           | 26 | 33                    | 124                   | 26.61                 | 4                     | 31                    | 129                   | 75.97                 | 3                     |
| Épinal          | 26 | 21                    | 127                   | 16.54                 | 1                     | 31                    | 122                   | 74.59                 | 3                     |
| Gap             | 26 | 19                    | 121                   | 15.70                 | 1                     | 15                    | 116                   | 87.07                 | 2                     |
| Grenoble        | 26 | 23                    | 116                   | 19.83                 | 2                     | 19                    | 127                   | 85.04                 | 8                     |
| HCMA            | 26 | 21                    | 134                   | 15.67                 | 3                     | 26                    | 140                   | 81.43                 | 1                     |
| Mulhouse        | 26 | 16                    | 122                   | 13.11                 | 5                     | 30                    | 118                   | 74.58                 | 1                     |
| Rouen           | 26 | 29                    | 142                   | 20.42                 | 5                     | 20                    | 118                   | 83.05                 | 4                     |
| Strasbourg      | 26 | 24                    | 107                   | 22.43                 | 4                     | 27                    | 137                   | 80.29                 | 0                     |
| Villard de Lans | 26 | 25                    | 120                   | 20.83                 | 1                     | 32                    | 139                   | 76.98                 | 7                     |

#### Séries éliminatoires
Le début des play-offs face à des Dijonnais 5e de saison régulière ne laisse que peu d'espoirs aux supporters, d'autant que leur attaquant vedette Danick Bouchard est indisponible. Cependant, une courte défaite lors du match 1 (4-3, à Dijon) redonne espoir aux supporters spinaliens, d'autant plus que Gabriel Girard semble avoir retrouvé son meilleur niveau. Le match 2 leur donne raison puisqu'une victoire 4-3 a.p. vient couronner un match plein. Pour le retour à Poissompré lors du match 3, les Spinaliens continuent sur leur lancée et s'imposent dans un nouveau match à suspens et à nouveau en prolongations sur le score de 6-5,. Le lendemain pour le match 4, les Spinaliens accusent le coup physiquement et laissent l'occasion de se qualifier pour les quarts de finale à domicile en s'inclinant 4-2,. Le match 5 décisif se déroule à Dijon. Pour l'occasion, de très nombreux supporters spinaliens font le déplacement. Danick Bouchard fait son retour à la compétition pour ce match et aide son équipe à se qualifier en l'emportant 5-2,.
Épinal se qualifia pour la troisième fois de son histoire en quart de finale de Ligue Magnus et y a retrouvé les Chamois de Chamonix. Pour le premier match, disputé à Chamonix, les Spinaliens profitent du manque de rythme des locaux pour l'emporter sur le score de 4-2. Le lendemain, le match 2 tourne à l'avantage des Chamoniards qui l'emportent sur le score de 4 buts à 1. Le 3e but de Chamonix est contesté par le gardien Gabriel Girard qui se fait exclure de la rencontre pour incorrections envers officiel. C'est donc l'inexpérimenté Nicolas Ravel qui a la lourde tâche de remplacer son gardien numéro 1, devenu un des principaux artisans des victoires de l'équipe depuis le début des play-offs, lors du match 3. Chamonix en profite et s'impose 5-3, pour mener la série 2-1. Le match 4, disputé dans une patinoire de Poissompré pleine, tourne mal pour les "Dauphins". Après avoir ouvert le score par l'inévitable Danick Bouchard, ils encaissent 4 buts consécutifs pour se retrouver menés 4-1 à l'entame du dernier tiers-temps. Alors que les 1 500 spectateurs spinaliens sont résignés, leurs protégés vont réussir un exploit en renversant la vapeur. Grâce aux Canadiens de l'équipe (Girard, Bouchard, Cacciotti, Gauthier, Gervais) le match bascule et Gauthier égalise à 3 minutes 30 de la fin du match. Les prolongations se jouent alors dans une ambiance de fête. Réduit à 3 contre 3, le jeu offre de larges espaces et les Spinaliens en profitent en premier grâce à une percée plein axe de Stéphane Gervais qui offre à son équipe un match 5 décisif au pied du Mont-Blanc,. Ce match 5 sera dominé par les Spinaliens qui se qualifient pour la première demi-finale de Ligue Magnus de l'histoire du club en l'emportant 5-3.
En demi-finale, c'est l'ogre angevin, largement dominateur en saison régulière et finaliste des deux coupes qui se dressent devant les « Dauphins ». Le premier match disputé sur la petite glace de la Patinoire du Haras tourne à l'avantage des Spinaliens. Dominant le jeu, ils s'offrent une victoire 5-3, qui remplit d'espoir le « peuple » spinalien. Le match 2, plus serré bascule à moins de 3 minutes de la fin. Alors qu'Épinal mène 2-1, un shoot est dévié involontairement par le patin de Jonathan Harty. Angers arrache la prolongation et remporte le match sur un but de Julien Albert,. Le match 3 disputé dans les Vosges est largement dominé par Angers. Mais malgré cela, ce sont les Spinaliens qui mènent 3-0. Sur le troisième but, le gardien Florian Hardy, désigné meilleur joueur français de Ligue Magnus de la saison, se troue complètement et son entraîneur, Jay Varady, décide de le sortir pour lancer le jeune (19 ans) Alexis Neau. L'habituel remplaçant repousse alors toutes les attaques spinaliennes. Ses partenaires, prennent l'ascendant physiquement et s'imposent finalement 5-3,. Au match 4, les Spinaliens payent le prix de leurs efforts pour en arriver jusque-là et craquent physiquement. Les Angevins, plus frais physiquement, en profitent et dominent largement le match 6-1, pour atteindre la finale de la Ligue Magnus. Malgré la lourde défaite, la fin de ce match historique pour le hockey spinalien donne lieu à un moment de communion entre le public et l'équipe.

##### Tableau
|  | Tour préliminaire | Tour préliminaire             | Tour préliminaire          |                               |                      | Quarts de finale           | Quarts de finale | Quarts de finale |   |  | Demi-finales | Demi-finales | Demi-finales  |   |  | Finale | Finale | Finale |
|  |                   |                               |                            |                               |                      |                            |                  |                  |   |  |              |              |               |   |  |        |        |        |
|  | 8                 | Rapaces de Gap                | 0                          |                               |                      |                            |                  |                  |   |  |              |              |               |   |  |        |        |        |
|  | 9                 | Brûleurs de loups de Grenoble | 3                          |                               |                      |                            |                  |                  |   |  |              |              |               |   |  |        |        |        |
|  | 9                 | Brûleurs de loups de Grenoble | 3                          |                               | 1                    | Ducs d'Angers              | 3                |                  |   |  |              |              |               |   |  |        |        |        |
|  |                   |                               |                            |                               | 1                    | Ducs d'Angers              | 3                |                  |   |  |              |              |               |   |  |        |        |        |
|  |                   |                               | 9                          | Brûleurs de loups de Grenoble | 2                    |                            |                  |                  |   |  |              |              |               |   |  |        |        |        |
|  |                   |                               | 9                          | Brûleurs de loups de Grenoble | 2                    |                            |                  |                  |   |  |              |              |               |   |  |        |        |        |
|  |                   |                               |                            |                               |                      |                            |                  |                  |   |  |              |              |               |   |  |        |        |        |
|  |                   |                               |                            |                               |                      |                            |                  |                  |   |  |              |              |               |   |  |        |        |        |
|  |                   |                               |                            |                               |                      |                            | 1                | Ducs d'Angers    | 3 |  |              |              |               |   |  |        |        |        |
|  |                   |                               |                            |                               |                      |                            |                  |                  | 3 |  |              |              |               |   |  |        |        |        |
|  |                   | 12                            | Dauphins d'Épinal          | 1                             |                      |                            |                  |                  |   |  |              |              |               |   |  |        |        |        |
|  | 5                 | 12                            | Dauphins d'Épinal          | 1                             | Ducs de Dijon        | 2                          |                  |                  |   |  |              |              |               |   |  |        |        |        |
|  | 5                 |                               |                            |                               | Ducs de Dijon        | 2                          |                  |                  |   |  |              |              |               |   |  |        |        |        |
|  | 12                | Dauphins d'Épinal             | 3                          |                               |                      |                            |                  |                  |   |  |              |              |               |   |  |        |        |        |
|  | 12                | Dauphins d'Épinal             | 3                          |                               | 4                    | Chamois de Chamonix        | 2                |                  |   |  |              |              |               |   |  |        |        |        |
|  |                   |                               |                            |                               | 4                    | Chamois de Chamonix        | 2                |                  |   |  |              |              |               |   |  |        |        |        |
|  |                   |                               | 12                         | Dauphins d'Épinal             | 3                    |                            |                  |                  |   |  |              |              |               |   |  |        |        |        |
|  |                   |                               | 12                         | Dauphins d'Épinal             | 3                    |                            |                  |                  |   |  |              |              |               |   |  |        |        |        |
|  |                   |                               |                            |                               |                      |                            |                  |                  |   |  |              |              |               |   |  |        |        |        |
|  |                   |                               |                            |                               |                      |                            |                  |                  |   |  |              |              |               |   |  |        |        |        |
|  |                   |                               |                            |                               |                      |                            |                  |                  |   |  |              | 1            | Ducs d'Angers | 3 |  |        |        |        |
|  |                   |                               |                            |                               |                      |                            |                  |                  |   |  |              |              |               |   |  |        |        |        |
|  |                   | 2                             | Dragons de Rouen           | 4                             |                      |                            |                  |                  |   |  |              |              |               |   |  |        |        |        |
|  | 7                 | 2                             | Dragons de Rouen           | 4                             | Pingouins de Morzine | 3                          |                  |                  |   |  |              |              |               |   |  |        |        |        |
|  | 7                 |                               |                            |                               | Pingouins de Morzine | 3                          |                  |                  |   |  |              |              |               |   |  |        |        |        |
|  | 10                | Ours de Villard-de-Lans       | 1                          |                               |                      |                            |                  |                  |   |  |              |              |               |   |  |        |        |        |
|  | 10                | Ours de Villard-de-Lans       | 1                          |                               | 2                    | Dragons de Rouen           | 3                |                  |   |  |              |              |               |   |  |        |        |        |
|  |                   |                               |                            |                               | 2                    | Dragons de Rouen           | 3                |                  |   |  |              |              |               |   |  |        |        |        |
|  |                   |                               | 7                          | Pingouins de Morzine          | 1                    |                            |                  |                  |   |  |              |              |               |   |  |        |        |        |
|  |                   |                               | 7                          | Pingouins de Morzine          | 1                    |                            |                  |                  |   |  |              |              |               |   |  |        |        |        |
|  |                   |                               |                            |                               |                      |                            |                  |                  |   |  |              |              |               |   |  |        |        |        |
|  |                   |                               |                            |                               |                      |                            |                  |                  |   |  |              |              |               |   |  |        |        |        |
|  |                   |                               |                            |                               |                      |                            | 2                | Dragons de Rouen | 3 |  |              |              |               |   |  |        |        |        |
|  |                   |                               |                            |                               |                      |                            |                  |                  | 3 |  |              |              |               |   |  |        |        |        |
|  |                   | 3                             | Diables rouges de Briançon | 1                             |                      |                            |                  |                  |   |  |              |              |               |   |  |        |        |        |
|  | 6                 | 3                             | Diables rouges de Briançon | 1                             | Gothiques d'Amiens   | 2                          |                  |                  |   |  |              |              |               |   |  |        |        |        |
|  | 6                 |                               |                            |                               | Gothiques d'Amiens   | 2                          |                  |                  |   |  |              |              |               |   |  |        |        |        |
|  | 11                | Étoile noire de Strasbourg    | 3                          |                               |                      |                            |                  |                  |   |  |              |              |               |   |  |        |        |        |
|  | 11                | Étoile noire de Strasbourg    | 3                          |                               | 3                    | Diables rouges de Briançon | 3                |                  |   |  |              |              |               |   |  |        |        |        |
|  |                   |                               |                            |                               | 3                    | Diables rouges de Briançon | 3                |                  |   |  |              |              |               |   |  |        |        |        |
|  |                   |                               | 11                         | Étoile noire de Strasbourg    | 1                    |                            |                  |                  |   |  |              |              |               |   |  |        |        |        |
|  |                   |                               | 11                         | Étoile noire de Strasbourg    | 1                    |                            |                  |                  |   |  |              |              |               |   |  |        |        |        |
|  |                   |                               |                            |                               |                      |                            |                  |                  |   |  |              |              |               |   |  |        |        |        |

## Résumé de la saison
Après un excellent début de saison (10 victoires consécutives toutes compétitions confondues), le club occupe pour la première fois de son histoire la tête du classement de la Ligue Magnus et se qualifie pour les quarts de finale de la Coupe de la Ligue. Cependant, la grave blessure du gradien Gabriel Girard, voit les contre-performances s'accumulent. L'équipe subit 11 défaites en 12 matchs toutes compétition confondues et les Dauphins se retrouvent dans le milieu de tableau du championnat et éliminés des coupes.
L'entraîneur Santino Pellegrino démissionne au cœur de l'hiver et le germano-allemand Alex Stein le remplace pour la fin de saison. Malgré un succès sur la glace de Briançon (4-3 t.a.b.), l'équipe ne retrouve plus sa force du début de saison et termine la saison régulière à la 12e place, à 4 points des play-downs.

## Bilan
Cette saison se termine en beauté pour des Spinaliens qui atteignent le stade des demi-finales des séries éliminatoires pour la première fois de leur histoire, échouant de peu à se qualifier pour la finale.
Néanmoins la saison régulière est un échec avec une 12e place acquise de justesse face au rival mulhousien. La 7e attaque du championnat étant plombée par la 12e défense.
L'assemblée générale du club annonce un exercice financier positif de 18 000€.

## Récompenses et distinctions
Gabriel Girard et Danick Bouchard (auteur de 10 buts et 12 assistances en 11 matchs) sont élus dans l'équipe-type des play-offs de la Ligue Magnus.

## Joueurs en sélections nationales
Lors de cette saison 2012-2013, aucun joueur spinalien n'a été convoqué en sélection nationale. Fabien Leroy a toutefois été sur la liste des remplaçants en Équipe de France pour le premier rassemblement de la saison, une première pour le joueur.